# Atriolum
Genre
Atriolum est un genre de tuniciers de la famille des Didemnidae. 

## Liste d'espèces
Selon World Register of Marine Species (23 février 2024) :
- Atriolum bucinum Kott, 2001
- Atriolum crusta  Monniot F. & Monniot C., 2008
- Atriolum eversum Kott, 2001
- Atriolum glauerti (Michaelsen, 1930)
- Atriolum irregulare  Kott, 2007
- Atriolum lilium Kott, 2001
- Atriolum marinense Kott, 2001
- Atriolum marsupialis Monniot F., 1989
- Atriolum quadratum Monniot F. & Monniot C., 1996
- Atriolum robustum Kott, 1983
- Atriolum tubiporum Kott, 2001